# Казахстансько-грецькі відносини
Казахстансько-грецькі відносини — двосторонні дипломатичні відносини Республіки Казахстан і Грецької Республіки.

## Історія
До встановлення відносин Казахстану та Греції діяли дипломатичні відносини СРСР, у складі якого була Казахська РСР, з Грецією. Дипломатичні відносини між Казахстаном та Грецією встановлені у жовтні 1992 року. Відкриття посольства Греції в Казахстані відбулося в лютому 1997 року, в січні 2005 року відкрилася Дипломатична місія Казахстану в Греції, реорганізована в посольство в травні 2009 року. Надзвичайним та Повноважним Послом Греції в Республіці Казахстан з квітня 2012 року є Є. Пантзопулос, Надзвичайним та Повноважним Послом РК у Греції — Олексій Юрійович Волков.

## Державні візити
Президент Казахстану Нурсултан Назарбаєв побував у Греції в липні 2001 року і в серпні 2004 року, на церемонії відкриття Літніх Олімпійських ігор у червні 2002 року здійснив візит до Казахстану, підтримавши у своєму виступі подальший розвиток відносин двох країн.

## Співпраця
Між Казахстаном та Грецією підписано угоди про економічне та технологічне співробітництво. З липня 2006 року відбуваються зустрічі членів спільного казахстансько-грецького міжміністерського комітету, також розвиваються міжпарламентські відносини. У Казахстані проживає від 10 до 12 тисяч представників грецької громади, які утворюють Федерацію дружби Казахстану та Греції, що публікує власну газету і проводить різні соціокультурні заходи. Казахстан також зацікавлений у приєднанні до європейських конвенцій про права людини, внаслідок чого користується підтримкою Греції в процесі зближення Казахстану та Євросоюзу.
Казахстан зацікавлений у розвитку відносин з Європейським Союзом. Внаслідок чого підтримує будівництво трубопроводу Бургас — Олександрополіс для постачання нафти з Чорного моря через Болгарію до Греції, в порт Олександрополіс на березі Егейського моря, що дозволить Казахстану вийти на ринок Південної та Західної Європи, не перетинаючи Босфор та Дарданелли.

## Посли Казахстану у Греції
1. С. Нуртаєв (2007-09 – ВПД)
2. С. Нуртаєв (2009-09.2015)
3. А. Волков З квітня 2016 року

## Посли Греції в Казахстані
1. Контантін Тритаріс 29/09/1997 - 17/05/2000 (Алмати)
2. Ніколаос Хатупіс 07/06/2000 - 22/01/2005 (Алмати)
3. Христос Контовунісіос 19/02/2005 - 09/12/2008 (Алмати)
4. Евангелос Денаксас 11/12/2008 - 31/03/2011 (Алмати - Астана)
5. Ефтіміос Пандзопулос 28/12/2011 - 10/07/2016
6. Александрос Катраніс 13/07/2016 - 31/8/2019 (Астана)
7. Адам-Георгіос Адамідіс 22/9/2019 - сьогодні (Нур-Султан)[6]

## Див також
- Греки в Казахстані